# La 1 HD
La 1 HD é um canal de televisão em alta definição que pertence a Televisão Espanhola. O canal, que emite através da TDT, começou suas emissões oficiais o 31 de dezembro de 2013 e retransmite os mesmos conteúdos que seu sinal convencional, mas em qualidade de imagem 720p a 50 fotogramas por segundo e sistema de audio multicanal 5.1. Este canal substitui a TVE HD, que cedeu seu espaço para reconverter no sinal de alta definição do canal generalista.
Sua programação é a mesma que a da 1 incluindo as desconexões territoriais de seus noticiários às 14:00 e às 16:00. Também emite a programação regional de Cataluña e Canárias que se emite pela 1 SD.

## História
Desde o 31 de dezembro de 2013, durante a emissão da primeira edição do Telejornal (15:00 horas), o canal TVE HD começou sua emissão em simulcast a modo de prova com a programação da 1, até a meia-noite do 1 de janeiro de 2014, quando deu passo à 1 HD e começou sua emissão oficial, onde ademais incluiu uma mudança de imagem corporativa.
O 29 de abril de 2015 o operador de pagamento Movistar TV incorporou o canal A 1 HD a sua oferta de canais para clientes com fibra óptica (FTTH). Posteriormente, o 8 de julho de 2015 o canal é incorporado em Movistar+ com o formato de emissão 1080i. A emissão em TDT e resto de operadores (Vodafone TV, Orange TV, etc...) a qualidade do canal é de 720p.
A madrugada do 4 de maio de 2015 o canal cessou suas emissões no mux RGE2 abandonando assim a emissão simulcast para emitir só pelo mux RGE1, que permite ao canal poder fazer desconexões regionais à hora do noticiário territorial (14:00h e 16:00h). Este cesse provocou uma perda de qualidade na imagem, já que a qualidade do mux RGE1 é inferior à da antiga RGE2, apesar de que ambas sinais se emitem em 720p.

## Veja-se também
- La 1
- Televisión Española
- Teledeporte HD
- HDTV